# Лобанов, Сергей Иванович (художник)
Серге́й Ива́нович Лоба́нов (1887—1942) — русский и советский художник, участник первых выставок объединения «Бубновый валет»; в 1920-е — 1930-е годы был хранителем коллекций и одним из руководящих сотрудников Государственного музея нового западного искусства.

## Галерея

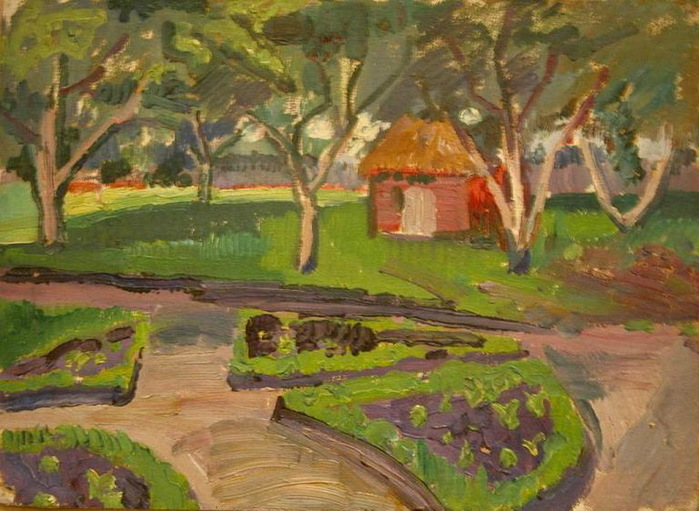
Клумба. 1911
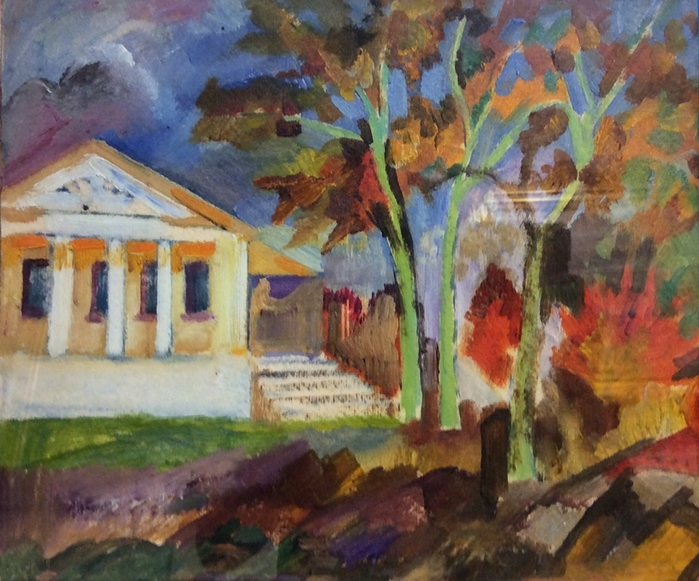
Осень. 1910-е
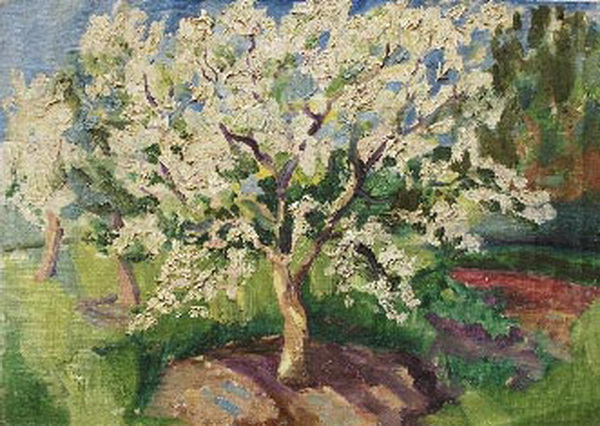
Цветущие яблони. 1912
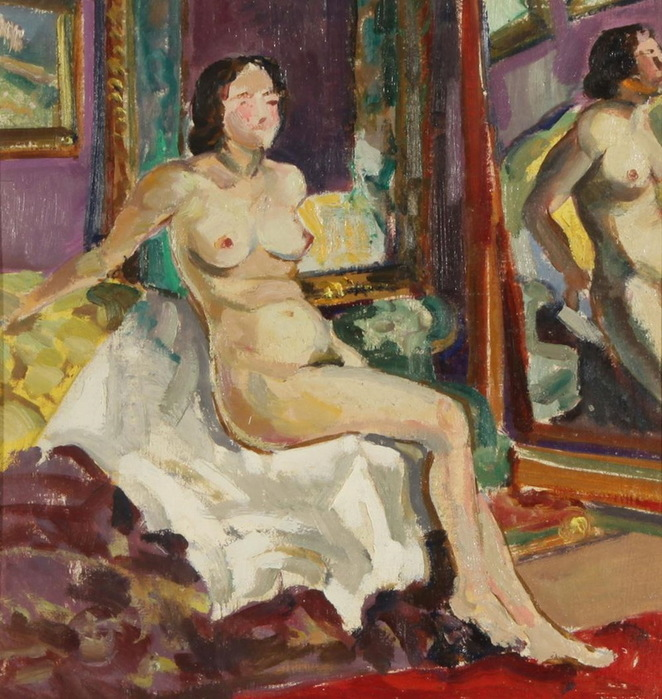
Сидящая обнажённая. 1910-е
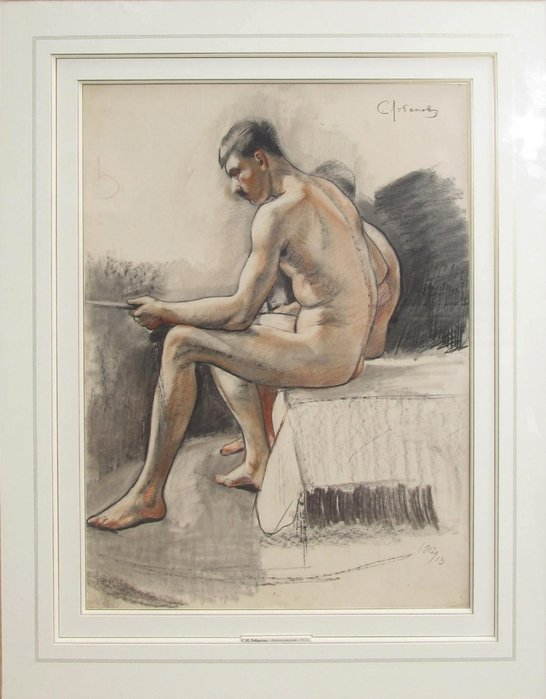
Натурщик (автопортрет). 1912
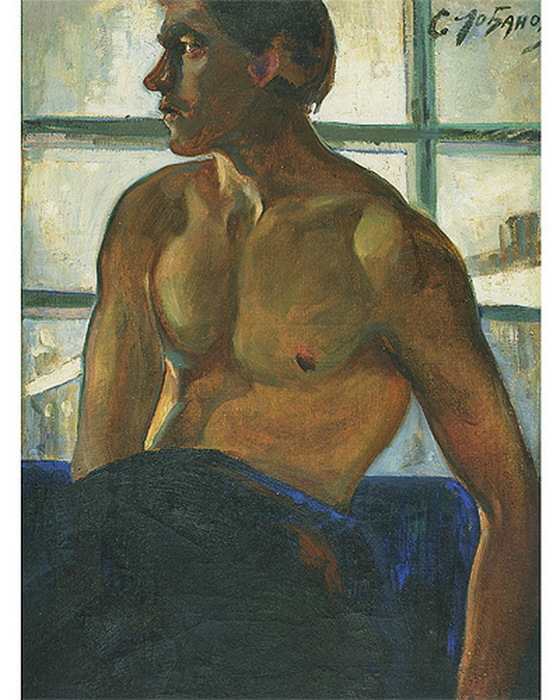
Портрет больного. 1911
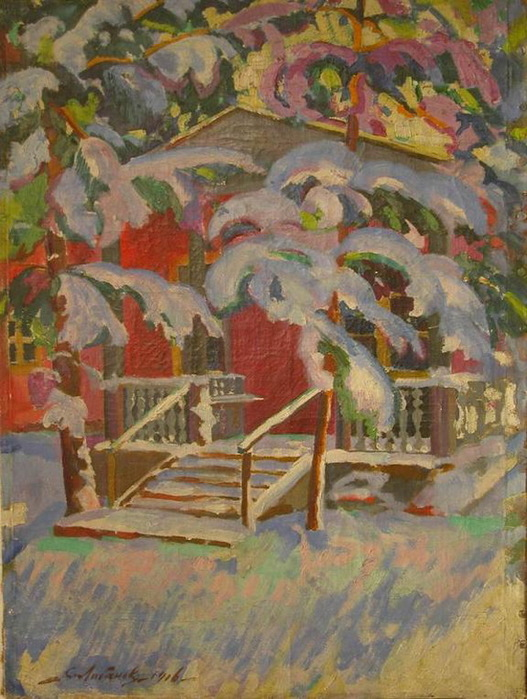
Иней. 1916
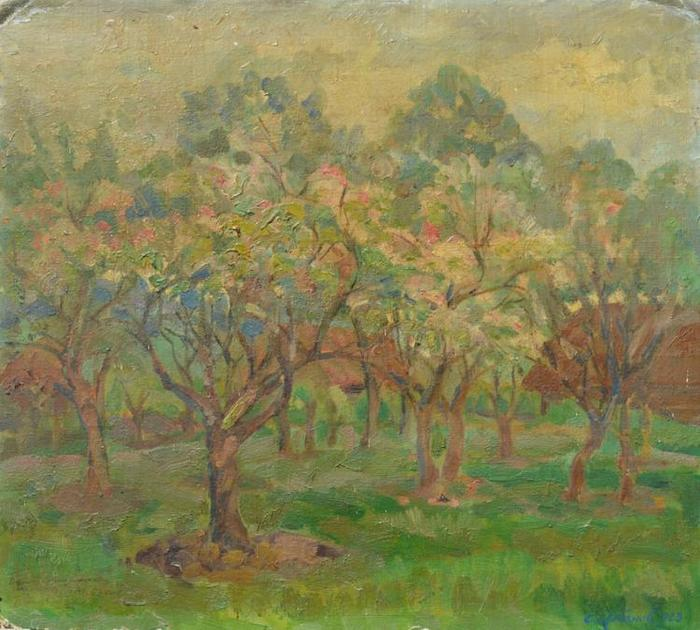
Пейзаж. 1923
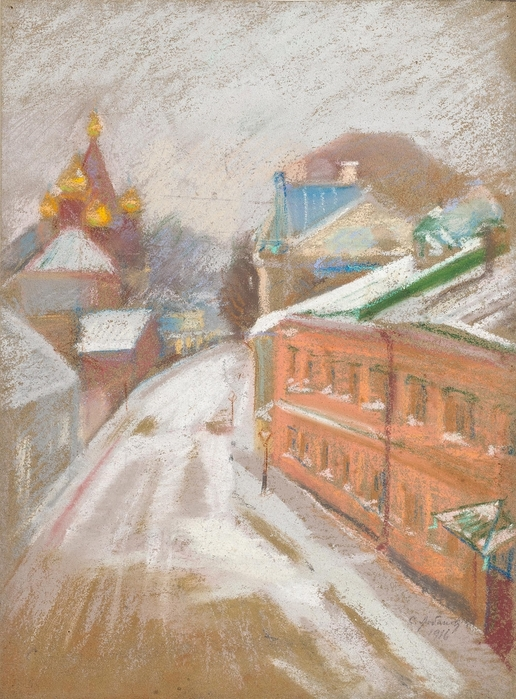
Московская улица зимой. 1916
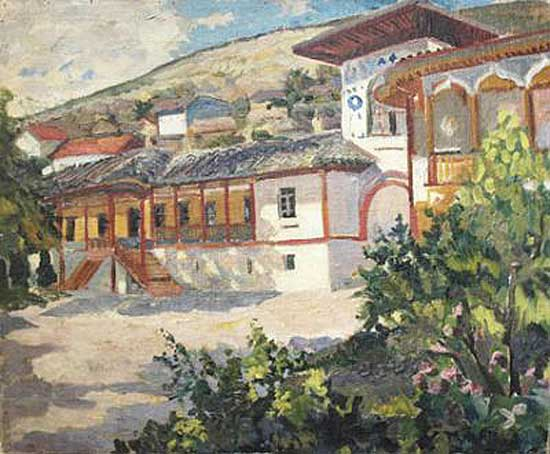
Флигель Бахчисарайского дворца. 1925
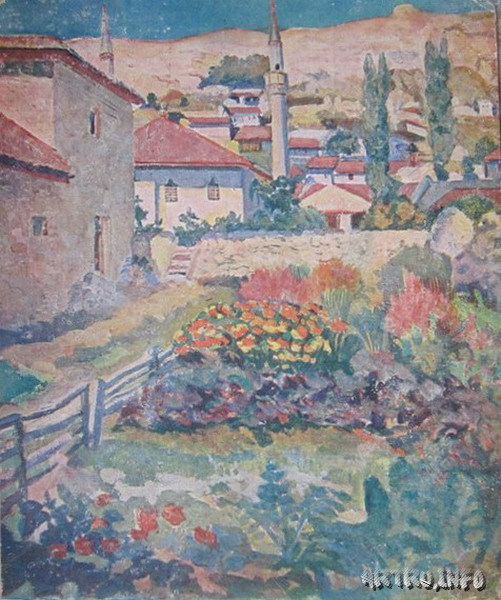
Бахчисарайский дворик. 1925
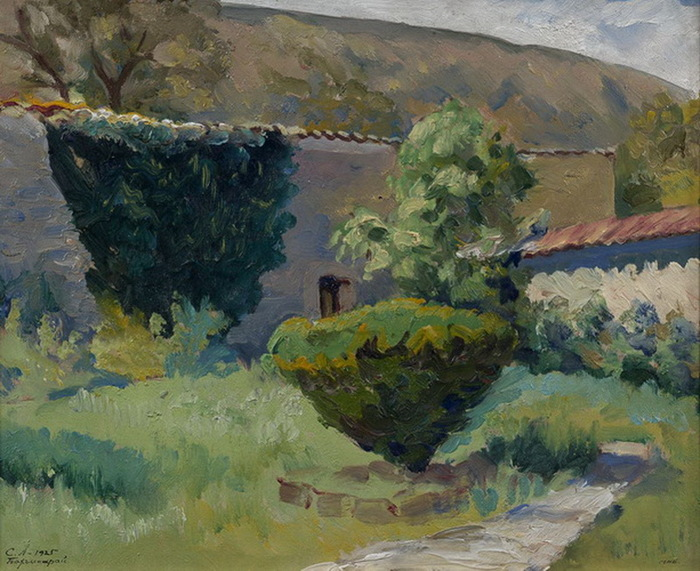
Бахчисарай. 1925